# Eilat

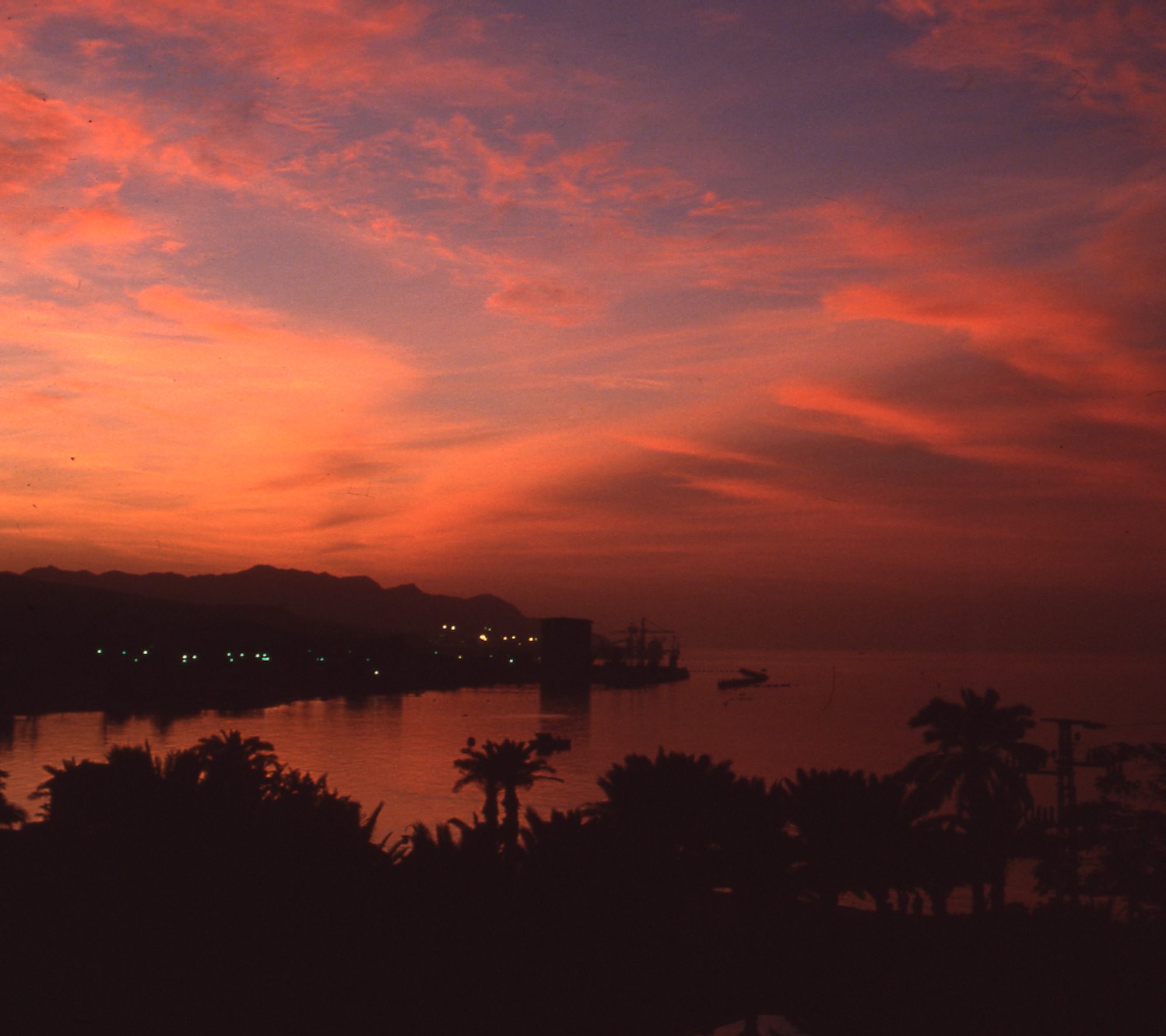
Eilat, 1947-1953

Eilat vagy más átírásokban Éjlát, Elát, Élat (héberül אילת) dél-izraeli kikötőváros az Eilati-öböl északi csücskén. Innen vezet Izrael az Indiai-óceán felé vezető kijárata. Fő jövedelmi forrása az idegenforgalom.

## Fekvése
Izrael állam legdélibb csücskében, az Akabai-öböl partján terül el.
Keletről Jordánia, nyugatról Egyiptom határolja.

## Éghajlat
| Hónap                                 | Jan. | Feb. | Már. | Ápr. | Máj. | Jún. | Júl. | Aug. | Szep. | Okt. | Nov. | Dec. | Év   |
| ------------------------------------- | ---- | ---- | ---- | ---- | ---- | ---- | ---- | ---- | ----- | ---- | ---- | ---- | ---- |
| Átlagos max. hőmérséklet (°C)         | 21,3 | 23,0 | 26,0 | 31,0 | 35,7 | 39,0 | 40,4 | 40,0 | 37,3  | 33,0 | 27,7 | 23,0 | 31,5 |
| Átlagos min. hőmérséklet (°C)         | 10,4 | 11,8 | 14,6 | 18,4 | 22,5 | 25,2 | 27,3 | 27,4 | 25,2  | 21,8 | 16,3 | 12,0 | 19,5 |
| Átl. csapadékmennyiség (mm)           | 4    | 3    | 3    | 2    | 1    | 0    | 0    | 0    | 0     | 4    | 2    | 5    | 24   |
| Havi napsütéses órák száma            | 229  | 237  | 251  | 273  | 319  | 324  | 347  | 347  | 291   | 282  | 246  | 217  | 3363 |
| Forrás: Israel Meteorological Service |      |      |      |      |      |      |      |      |       |      |      |      |      |

## Népesség

### Népességének változása
| Lakosok száma | 529  | 3200 | 10 400 | 14 000 | 19 500 | 25 600 | 37 075 | 44 500 | 47 700 | 51 935 |
|               | 1951 | 1958 | 1966   | 1973   | 1981   | 1989   | 1997   | 2004   | 2012   | 2019   |

## Története

### Ókor
Az eredeti, ókori település valószínűleg az Eilat-öböl északi csúcsán volt. Az ókori egyiptomi iratok dokumentálják a kiterjedt és jövedelmező bányászati műveleteket a régióban és a kereskedelmet a Vörös-tengeren keresztül Egyiptommal, Egyiptom IV. dinasztiájától kezdve. Nevét említi a Héber Biblia is Mózes könyveiben, mint a zsidók vándorlásának egyik állomáshelyét.
Eilat települése Edom, Midián és a Refidim törzseinek határterületén volt. Az edomiták és az izraeliták között sok harc folyt a Vörös-tenger itteni partvidékért. Amikor Dávid király elfoglalta Edomot, bevette Eilatot is. Utóda, Salamon király a szomszédos Ecjon-Géberben egy flottát építtetett, hogy a távoli Ofírból aranyat szállítson.
A Kr. e. 9-7. században egy virágzó zsidó kereskedelmi kikötő volt itt.
A rómaiak ideje alatt egy út épült közte és a nabateus Petra között.

### Középkor
A bizánci időszakban is volt itt egy kikötő. A 7. században Mohamed hívei elűzték a zsidókat a Sinai-félszigetről, de menlevelet adtak nekik az ide településre. Ekkor merült fel először az Akaba név.
A keresztesek birtokában is volt a terület, de mindössze 50 évig, majd 1167-ben Szaladin (későbbi egyiptomi szultán) elfoglalta a várost.

### Modern kor
Az első világháború után az angolok a török-oszmán birodalomtól foglalták el.
1949-ben kezdték el a zsidók újra betelepíteni a helyet. Először a part közelében egy ideiglenes kibuc telepet létesített néhány bátor vállalkozó. 1956-ban már ötszáz ember élt itt.
Izrael Vörös-tengeri kijáratának a lezárása robbantotta ki az 1967 júniusában a hatnapos háborút.
Napjainkban tengerparti pihenőhely.
A város régi neve UM-RAS-RAS volt, még ma is megtekinthető a régi egyiptomi rendőrőrs Eilaton. ami a MOL HA YAM bevásárló centrum mögött van.

## Látnivalók
- Tengeralatti Obszervatórium - a Korallvilág Víz Alatti Obszervatórium és Akvárium. A tenger élővilágát csodálhatják meg a látogatók, a hatalmas ablakokkal ellátott obszervatóriumból. 23 akváriumban látható a Vörös-tenger egzotikus élővilága. A cápákat üvegen át és a medencéjük fölé épített hídról is megfigyelhetjük. [2]
- Delfin-part. A látogató megnézheti, hogyan etetik és idomítják a delfineket. Lehetőség van delfinek simogatására, illetve műsoruk megtekintésére.
- Üvegfenekű csónakok kikötője. Az üvegaljú hajóval érdemes körbehajókázni a korallszigeteket.
- A King City-ben szórakozva ismerhetnek meg bibliai történeteket.
- Botanikus kert a város északi szélén.[9]

A város központjában található reptér ingyen szórakozási lehetőséget nyújt a kisgyermekes családoknak, hiszen a strandról látni lehet a fel- és leszálló repülőgépeket. A város szélén tevegelhetünk is.

### Szórakozóhelyek
- Ice Mall Eilat

A kör alakú Ice Mall Eilat-ban egy óriási jégkorcsolya pálya van és 7D-s filmkabin, futball pálya és további kikapcsolódási helyek.

### Környék
- Timna Valley Park a várostól kb. 25 km-re északra. 
  - Kőrézkori rézbánya járatai (A világ egyik legrégibb bányajáratait tárták fel.[10])
  - A Salamon király oszlopainak nevezett sötétvörös homokkőoszlopok. Az erózió hatására különleges formák alakultak ki.
  - A bibliai szent sátor élethű modellje
- A Vörös-szurdok (Red Canyon) [11] a várostól kb. 20 km-re, az egyiptomi határ közelében.

Az Eilati-hegyek legszebb helye vörös színű núbiai homokkő faláról kapta a nevét. Festői kősivatag közepén érjük el a lejtősen a szurokba vezető vádit. Másfél órás kirándulás. 

## Galéria

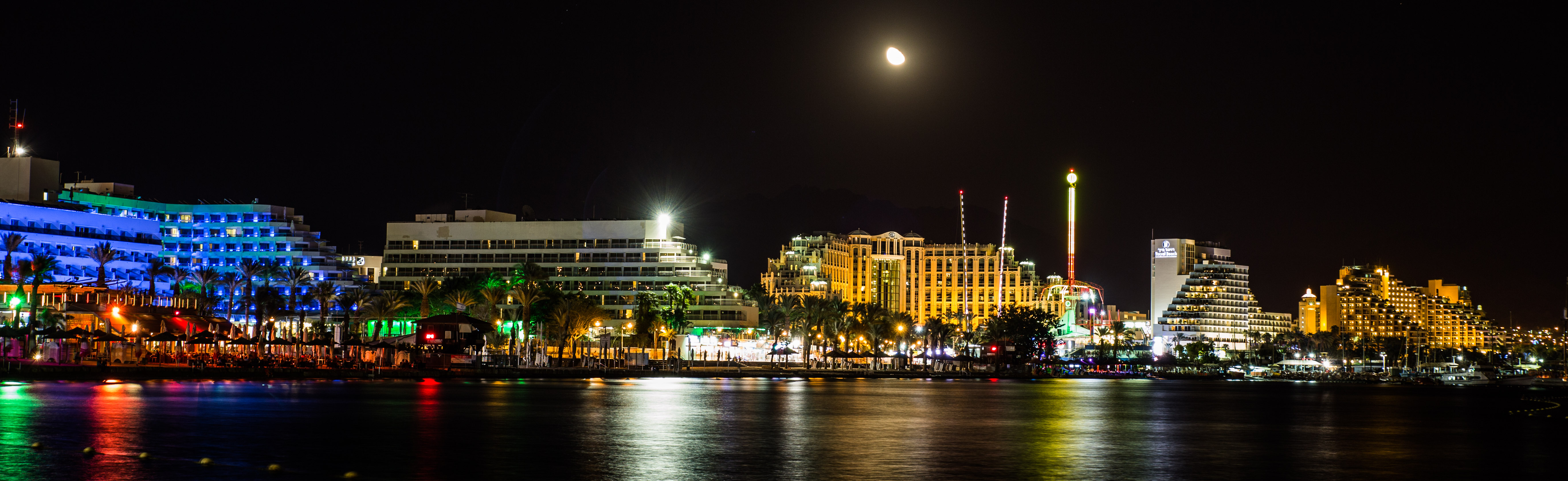
A tengerpart éjjel
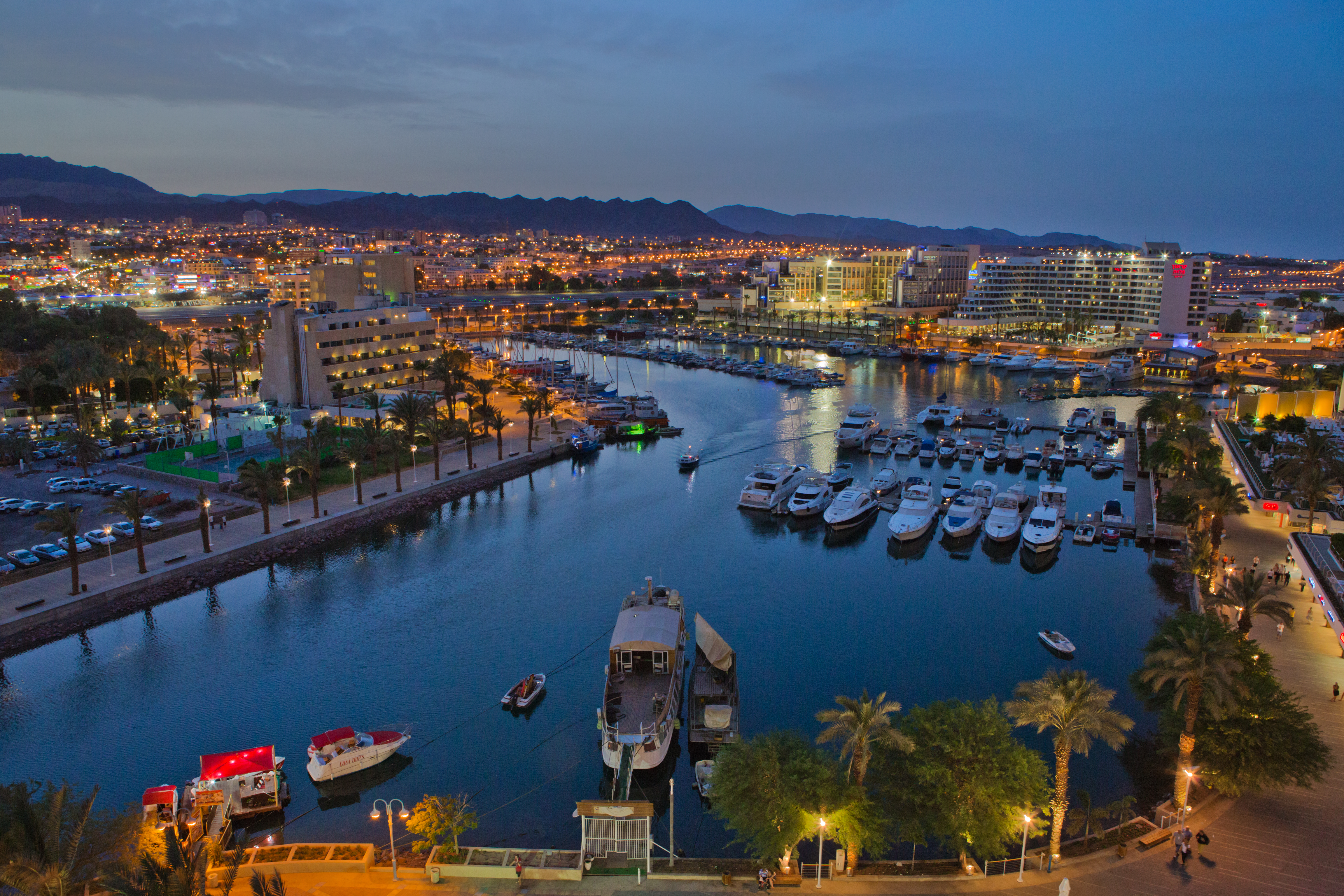
Jachtkikötő
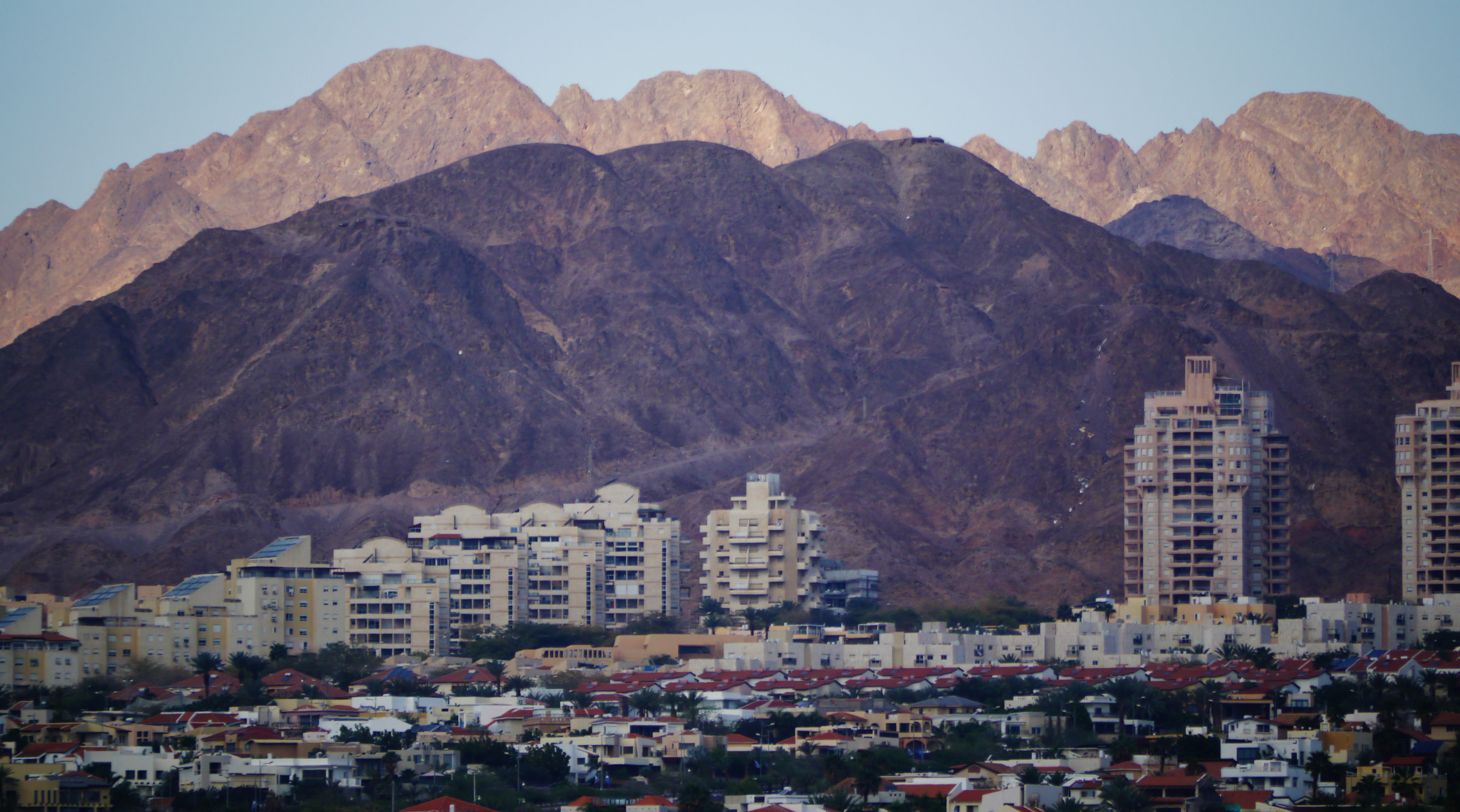
Városkép
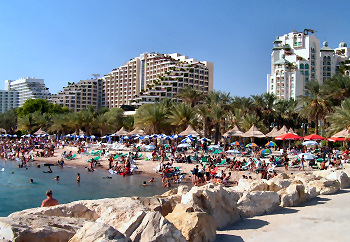
A Strand Hotel
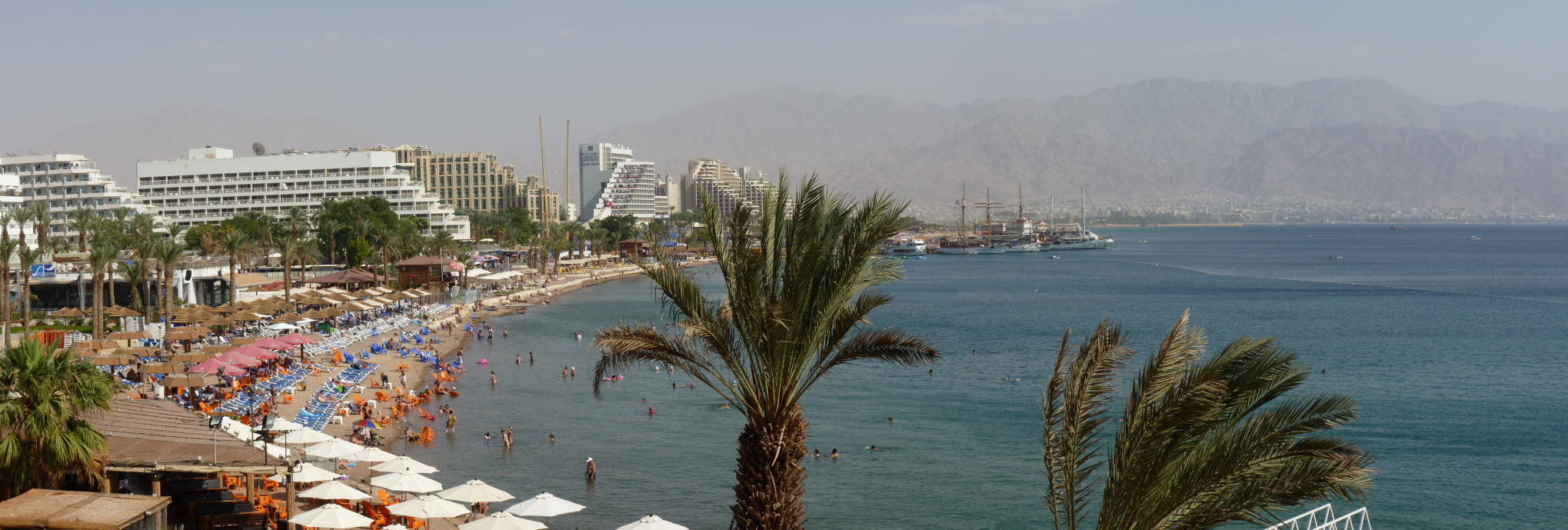
Az északi strand
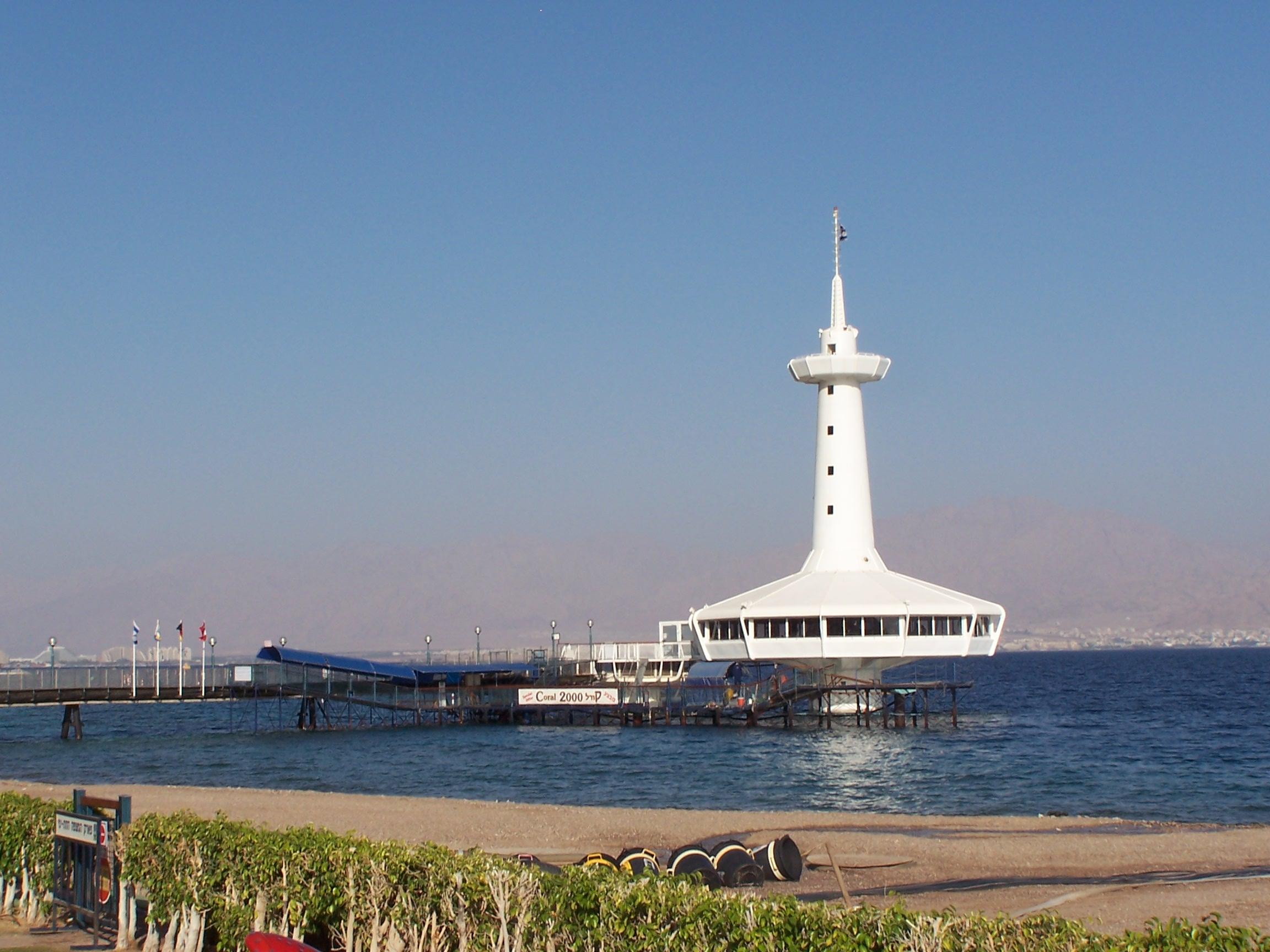
A Tengeralatti Obszervatórium

## Testvértelepülések
- Antibes, Franciaország
- Arica, Chile
- Durban, Dél-afrikai Köztársaság
- Los Angeles, USA
- Szmoljan, Bulgária
- Kamen, Németország
- Kampen, Hollandia
- Sopron, Magyarország